# Cylindre phonographique
 (août 2022).
Si vous disposez d'ouvrages ou d'articles de référence ou si vous connaissez des sites web de qualité traitant du thème abordé ici, merci de compléter l'article en donnant les références utiles à sa vérifiabilité et en les liant à la section « Notes et références ».
Pour les articles homonymes, voir Cylindre (homonymie).

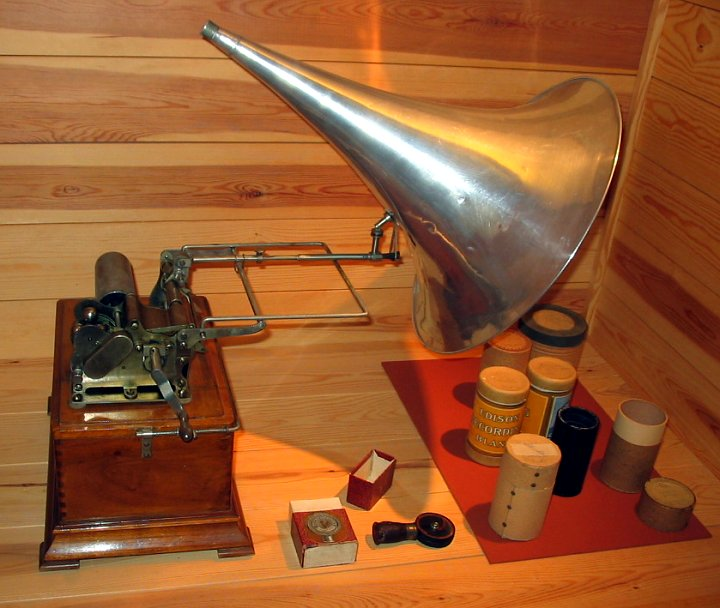
Phonographe Pathé et quelques cylindres dans leur boîte.

Le cylindre phonographique est l'ancêtre du disque.
Lorsque, en décembre 1877, Thomas Edison invente le phonographe, il enregistre les sons sur un cylindre recouvert d'une feuille d'étain.
Le 30 avril 1877, l'inventeur français Charles Cros avait déposé un mémoire qui préconisait cette méthode entre autres possibilités.

## Matériaux

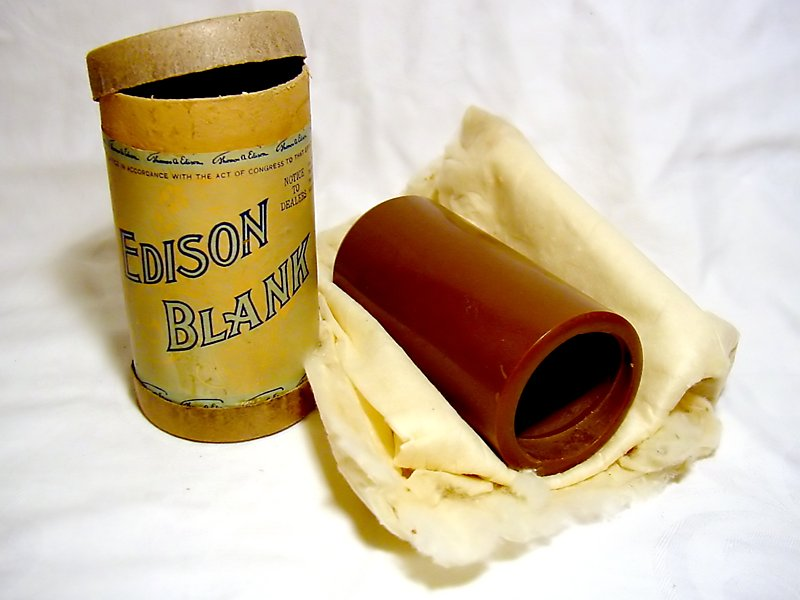
Un cylindre de cire Edison.

### La cire
Ce n'est qu'à partir de 1887 que l'on développe des cylindres de matières cireuses (souvent appelés « cylindres en cire d'abeilles ») : ozokérite enduite sur tube de carton (c'est le procédé initial du Graphophone à cylindres de Bell et Tainter), puis cire de carnauba, employée par Edison en 1888 et adoptée largement par l'industrie par la suite, pure ou mélangée avec divers autres composants dans de grandes proportions : stéarate de plomb, stéarate d'aluminium, aussi nommés « savons métalliques », avec également des adjuvants en petites quantités : noir de fumée, gomme-laque, entre autres. De par l'évolution de leur composition, les cylindres de cire sont de couleur marron (du beige au brun), de 1888 à 1903, puis ils sont majoritairement de couleur noire de 1902 à 1908-1909.

### Le celluloïd

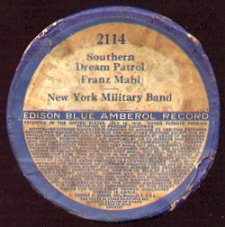
Couvercle d'un cylindre de celluloïd Edison Blue Amberol Records.

Alternativement, le Français Henri Lioret utilisait dès 1893 le celluloïd pour la fabrication de ses cylindres. Mais sa production est restée modeste. Ce n'est que plus tard que l'emploi du celluloïd apparaît aux États-Unis comme alternative à la cire, d'abord modestement (Lambert Records, vers 1900, Columbia Indestructible Records, 1902), puis en masse (Edison Blue Amberol Records, de 1909 à 1929).

## Formats ou standards
Comme pour tous les autres produits audiovisuels plus tard, chaque concepteur a tenté d'imposer son format. C'est le cylindre d'ozokérite de Bell-Tainter qui ouvre le bal des formats, vite éliminé : 1 pouce de diamètre, soit 2,54 cm sur 10 cm de long environ.
Puis on voit apparaître les formats suivants (les dimensions sont exprimées en cm et en pouces lorsque ce sont des conceptions américaines) :
- en 1888, le Standard Edison (USA) : 55 mm environ, sur une longueur de 95 à 110 mm de long environ, 100 spires par pouce (environ 4 spires au mm), offrant une autonomie de deux à trois minutes, selon vitesse de rotation. C'est le format qui s'impose.
- en 1893, le Lioret no 1 (format des cylindres de poupée Lioret-Jumeau), 52 mm de diamètre, 20 mm de long, 30 secondes de durée.
- en 1893, le Lioret no 2, 52 mm de diamètre, 27 mm de long environ, 1 minute de durée.
- en 1896, le Lioret no 3, 52 mm de diamètre, 45 mm de long environ, 2 minutes de durée.
- en 1899, le Lioret Eurêka, 52 mm de diamètre, 90 mm de long environ, 3 minutes de durée.
- en 1899, le Concert (USA, appelé en France « Stentor »), 5 pouces de diamètre (12,7cm environ), 110 mm de long.
- en 1900, le Céleste (France), 5 pouces de diamètre (12,7cm environ), de 210 à 260 mm de long.
- en 1900, l'Idéal (Lioret, France), 160 mm de diamètre, 190 mm de long.
- en 1900, un format sans dénomination a existé, 68 mm de diamètre par 112 mm de long.
- en 1902, le Phénix (France), 85 mm de diamètre, 110 mm de long.
- en 1903, l'Inter Pathé (France, nommé aussi « Intermediate Salon » en Angleterre), 95 mm de diamètre, 110 mm de long environ.
- en 1903, le XXth Century (USA), 55 mm environ, sur une longueur de 160 mm de long environ, 100 spires par pouce.
- en 1907, le Dictaphone, cylindre vierge de mêmes dimensions que le XXth Century, destiné à recevoir une gravure plus fine.
- en 1909, l'Amberol, en cire, aux mêmes dimensions que le Standard Edison, mais avec un sillon deux fois plus fin : 200 spires par pouce (environ 8 spires par mm), donc une durée double, soit jusqu'à 4 minutes 30).
- en 1912, le Blue Amberol (en celluloïd).
- en 1913, le Kinetophone (USA), 110 mm de diamètre, 200 mm de long.
- Vers 1922, les cylindres de poupée Madame Hendren.

Si on en excepte les cylindres Lioret et Madame Hendren qui ont une monture spéciale, tous les formats cités sont des manchons dont la surface externe est cylindrique, et la surface interne tronconique. Pour les auditionner on les installait sur le mandrin tronconique du phonographe. Les gros diamètres avaient pour principal avantage d'offrir, à vitesse de rotation égale, une vitesse relative (ou vitesse linéaire) plus grande que les plus petits diamètres, et par voie de conséquence une meilleure résolution, un meilleur rendu du son enregistré.

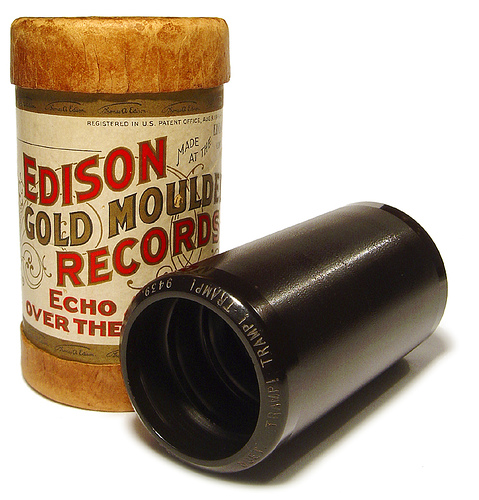
Un enregistrement type Edison Gold Moulded Records

## Production en séries
Parmi les inconvénients du cylindre, l'un des plus importants était la difficulté à les dupliquer. L'artiste désireux de se faire connaître devait chanter autant de fois qu'il fallait d'exemplaires, c'était le seul moyen du début de l'industrialisation des cylindres, vers 1891, jusqu'à 1899 environ. La véritable production des cylindres en masse, tant chez Edison aux États-Unis, que chez Pathé en France, a été rendue possible par l'emploi de plusieurs systèmes.
Premièrement, celui dérivé du pantographe, utilisé au moins de 1900 à 1903, qui consiste principalement en une sorte de tringle libre de ses mouvements autour d'un axe, comme un fléau de balance, dont une extrémité lit un cylindre enregistré, tandis que l'autre extrémité grave un cylindre vierge.
Ensuite, et surtout par le moulage, à partir de 1902-1903 : comme pour la production des disques, on reproduisait des cylindres par moulage sur un master lui-même créé d'après le cylindre original par des procédés de galvanoplastie. Par exemple les Edison Gold Moulded Records qui pouvaient être joués des centaines de fois.
Si la reproduction galvanoplastique des cylindres en permit une production de masse, par millions, à la Belle Époque, cette technique s'appliquait bien plus aisément au disque. D'autres limitations techniques, parmi lesquelles la nécessité d'un centrage parfait pour éviter le pleurage, qui rendaient difficile le perfectionnement des cylindres, ont eu raison de ce premier média qui était supplanté par le disque dès 1906-1907 en nombre de ventes.